# Жечица (гмина)
Жечица (пол. Rzeczyca) — сельская гмина (волость) в Польше, входит как административная единица в Томашувский повет, Лодзинское воеводство. Население — 5041 человек (на 2004 год).

## Сельские округа
1. Бартошувка
2. Бобровец
3. Бжег
4. Бжозув
5. Глина
6. Гротовице
7. Густавув
8. Езожец
9. Канице
10. Кавенчин
11. Любоч
12. Ленг
13. Рошкова-Воля
14. Жечица
15. Садыкеж
16. Вехновице
17. Завады

## Соседние гмины
1. Гмина Целёндз
2. Гмина Черневице
3. Гмина Иновлудз
4. Гмина Нове-Място-над-Пилицон
5. Гмина Одживул
6. Гмина Посвентне

## Известные уроженцы
- Кенпа, Юзеф (1928 – 1998) - польский политический и государственный деятель